# نملاوات الثور الزائفة
نملاوات الثور الزائفة (الاسم العلمي:Pseudomyrmecinae) هي أسرة من الحشرات تتبع فصيلة النمل من رتبة غشائيات الأجنحة.

## التصنيف
- نملاوية الثور الزائفة
  - نمل الثور الزائف